# Noripterinae
De Noripterinae zijn een groep pterosauriërs behorend tot de Pterodactyloidea.
In 2014 meende Brian Andres dat Phobetor parvus geen jonger synoniem was van Noripterus complicidens maar een apart taxon. Dat benoemde hij als Noripterus parvus daar de naam Phobetor al bezet was. De twee soorten zouden een eigen tak vormen in de Dsungaripteridae. In het kader van het verschaffen van een de Pterosauria volledig dekkende nomenclatuur besloot hij die te benoemen als de Noripterinae. 
De klade Noripterinae werd gedefinieerd als de groep omvattende Noripterus complicidens Young 1973 en alle soorten nauwer verwant aan Noripterus complicidens dan aan Dsungaripterus weii Young 1964.
De Noripterinae zijn de zustergroep van de Dsungaripterinae. Ze bestaan uit middelgrote tot grote soorten uit het late Onder-Krijt. Hun schedels hebben een lange snuitkam en hun tanden zijn bolvormig als aanpassing voor durofagie, het eten van schelpdieren.